# Josefa Sanromán
María Josefa Sanromán Castillo (Lagos de Moreno, Jalisco, 23 de marzo de 1829-Ciudad de México, 1889) fue una artista plástica mexicana de la mitad del siglo XIX.  

## Biografía
Josefa Sanromán nació en Lagos de Moreno, Jalisco, el 23 de marzo de 1829. Creció en una familia de siete hermanos, fue hija de María de Jesús Carrillo Gonzáles Sanromán y Blas Sanromán Gómez, comerciante y partícipe de la Academia de San Carlos. Fue considerada precursora artística de la colaboración femenina, siendo partícipe de la pintura en México, debido a la poca accesibilidad de acción que tenían las mujeres en distintas actividades de la vida cotidiana. Realizó obras que destacan por la calidad, en su mayoría retratos.
No se tiene un dato certero de cómo da inicio en el mundo de la pintura, pero se ha encontrado similitud en sus retratos con los de Pelegrín Clave, quien participaría como su mentor además de haber elaborado retratos de ella y su hermana Juliana Sanromán Castillo, exhibidos en el año de 1853.Retrato que después rehace.  
Josefa Sanromán fue una las pintoras mexicanas del siglo XIX que la historia del arte relegó por su género y considerar su trabajo como una expresión de autoconsumo que no debía ser expuesta en museos ni adquirida por coleccionistas. Este fenómeno fue experimentado por varias artistas que fueron reducidas a “las señoritas pintoras” con el deber de abandonar el pincel para convertirse en buenas amas de casa y no asumirse como creadoras independientes con capacidad creativa para enriquecer el canon de la tradición mexicana.

### La Academia de San Carlos y la presencia femenina
No fue hasta finales de la década de los ochenta del siglo XIX, que las mujeres fueron aceptadas como alumnas en la Academia de San Carlos. Sin embargo, antes de que eso fuera posible, como participación externa  las señoritas mexicanas colaboraron en las exhibiciones de los ''salones de pinturas remitidas'', abriendo una brecha para la aportación femenina. De tal modo que Josefa Sanromán participó únicamente en cuatro exposiciones, una en 1850, otra en 1851 y dos en 1855. En este último año, presentó dos obras La convalecencia y La lectura, dotadas de elementos naturales, apegadas al realismo y virtuosismo en la técnica.

## Retrato y autorretrato femenino

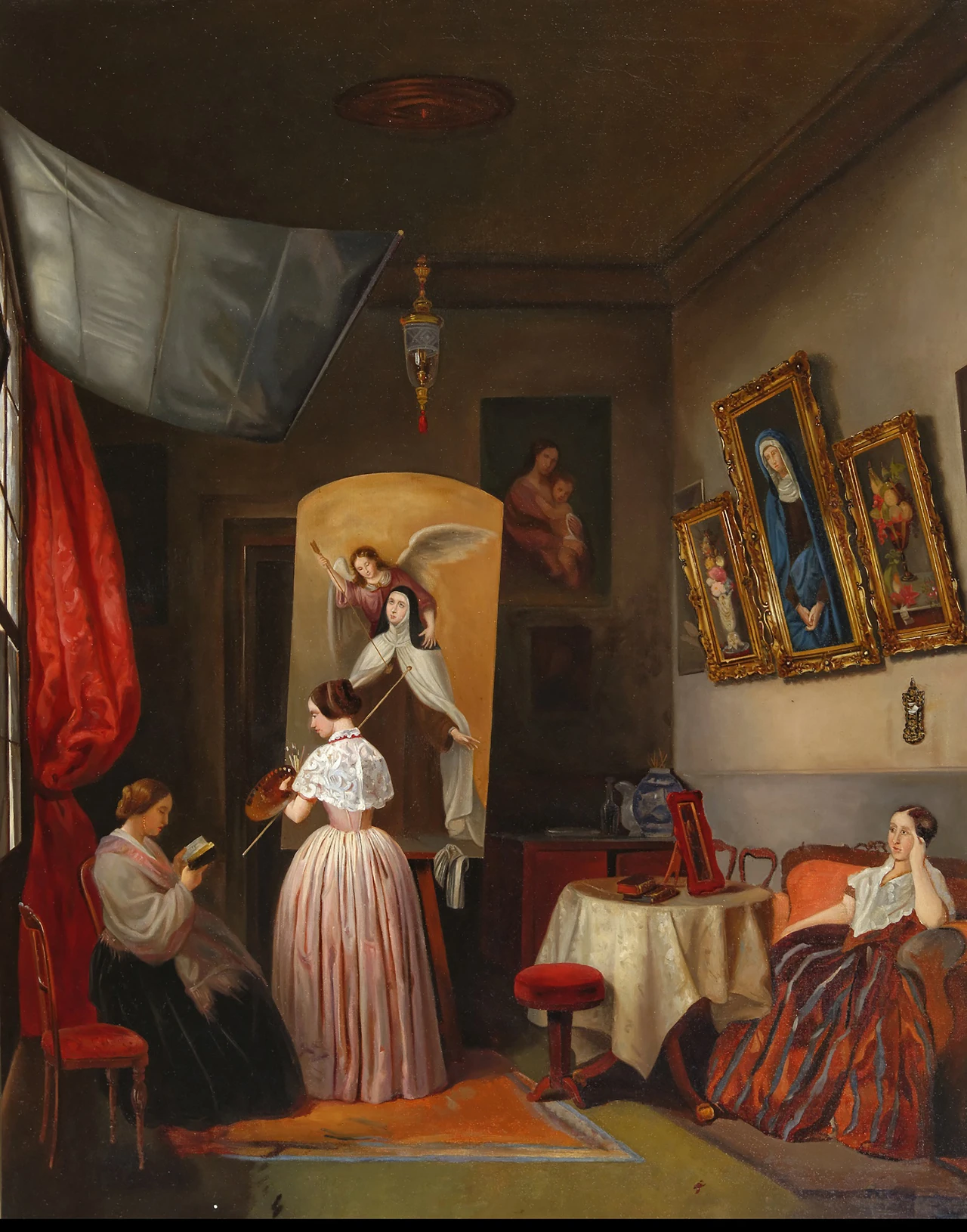
Interior del estudio de una artista, c. 1849, Fundación Cultural Antonio Haghenbeck, Museo Casa de la Bola, Ciudad de México.

El rol fundamental asignado a las mujeres durante la segunda mitad del siglo XIX estuvo restringido al cuidado de la familia y a la educación de los hijos. Estos ideales de mujer y de familia de la oligarquía porfiriana entraron en contradicción con las necesidades del desarrollo industrial del país, que al requerir de la mano de obra femenina alejó a las mujeres de sus hogares.
De tal modo que la categoría de escenas domésticas en la pintura, era aceptado, siendo apto para las mujeres, de tal modo que cumple con las convicciones de la época y la vida hogareña. En su autorretrato combina lo costumbrista con lo alegórico y expone la vida social de aquel entonces, además de añadir sus propias perspectivas alternativas como mujer artista, viviendo los inicios de la reivindicación por el derecho educativo de las mujeres.
Sus retratos demuestran que no hay una sola forma de creación de la naturaleza femenina, basada en su experiencia, desafía algunas de las costumbres y creencias asentadas durante siglos, afirmando su capacidad intelectual y creadora con singular fuerza y convicción. Siendo la lucha por el derecho a trabajar y por el reconocimiento de la capacidad intelectual de la mujer, característicos de aquel entonces que se expresan en sus obras de forma reveladora.

## Obras

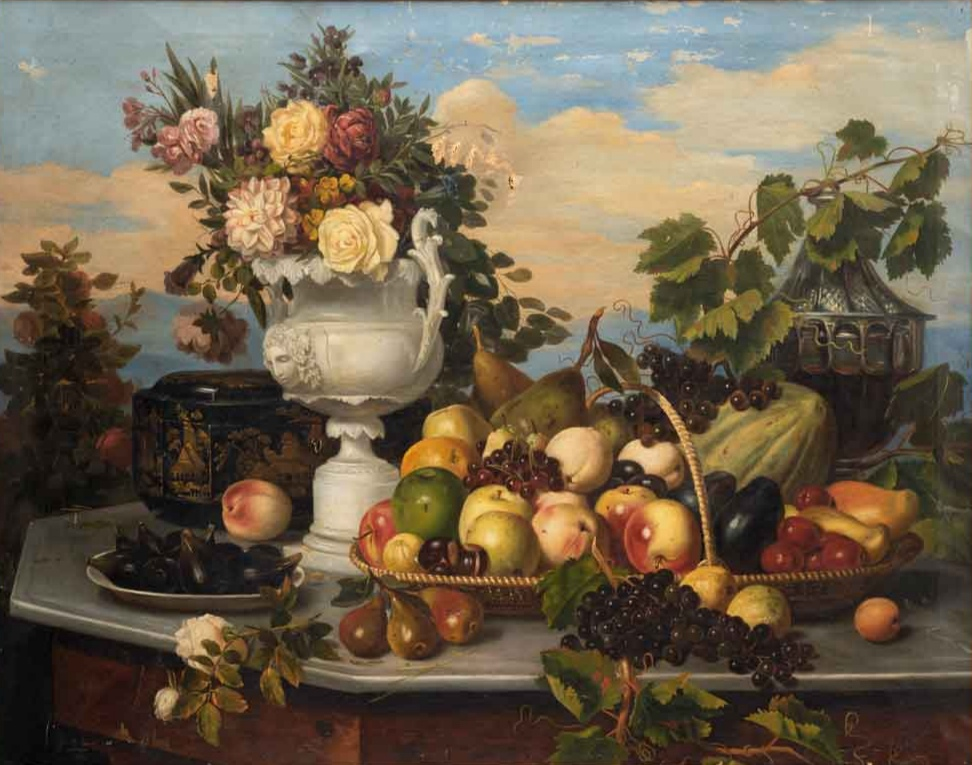
Frutero con flores, 1858, Museo Kaluz, Ciudad de México

- Rebeca y Eliezer (escena bíblica), 1847, Museo Casa de la Bola, Ciudad de México.
- Interior de un convento, 1848, Museo Casa de la Bola, Ciudad de México.
- Frutero con frutas, 1848, Colección privada.
- Interior del estudio de una artista, c. 1849, Museo Casa de la Bola, Ciudad de México.
- Gabinete de costura, 1850, Museo Casa de la Bola, Ciudad de México.
- Bodegón, c.1850, Museo Casa de la Bola, Ciudad de México.
- Retrato de Miguel Cortina Chávez, 1853, Colección privada.
- La lectura, 1854, Colección privada.
- La convalecencia, 1854, Museo Casa de la Bola, Ciudad de México.
- Retrato de Carlos Haghenbeck (esposo), 1858, Museo Kaluz, Ciudad de México.
- Frutero con flores, 1858, Museo Kaluz, Ciudad de México.
- Retrato de María de Jesús Haghenbeck Sanromán (hija), 1863, Colección privada.